# Mäletjärve
Mäletjärve es una aldea situada en el municipio de Kastre, en el condado de Tartu, Estonia. Tiene una población estimada, en 2021, de 47 habitantes.
Está ubicada al sur del condado, al sur del río Emajõgi y al oeste del lago Peipus y la frontera con Rusia.